# Európai film

European Film Academy Logo

Az európai film az amerikai filmmel összehasonlítva liberálisabb világnézetet mutat, amikor meztelenséget és szexualitást ábrázol, de kevésbé megengedő, amikor erőszakot mutat be. Európában a filmek között gyakoribbak a művészi célú alkotások (művészfilmek), mint Amerikában.
A jelentős európai filmes mozgalmak közé sorolhatjuk az itáliai neorealizmust (például: Roberto Rossellini, Luchino Visconti, Vittorio De Sica), a francia új hullámot (például: Truffaut, Godard) és a dán dogmát.

## Filmfesztiválok Európában
Európában számos ismert és fontos filmfesztivált rendeznek. 30 ország 36 filmes egyesületét magába foglaló FIAPF szervezet nyilvántartása alapján majd 50 általuk akkreditált filmfesztivál van. A körülbelül 15 'A' kategóriásnak tartott filmfesztiválnak a fele Európában kerül megrendezésre. A három nagy történelmi európai filmfesztivál:
- Berlini Nemzetközi Filmfesztivál (február közepe)
- Cannes-i Fesztivál (május közepe)
- Velencei Nemzetközi Filmfesztivál (augusztus vége–szeptember eleje)

További FIAFP által akkreditált nagy európai filmfesztiválok:
- Karlovy Vary-i Nemzetközi Filmfesztivál
- Locarnói Nemzetközi Filmfesztivál
- San Sebastián-i Nemzetközi Filmfesztivál
- Moszkvai Nemzetközi Filmfesztivál (akkreditációja szüneteltetve[2])
- Tallin Black Nights Filmfesztivál(wd)
- Varsói Nemzetközi Filmfesztivál(wd)

## Országok szerint

### Albán film
Az 1905-ben megindult albán filmgyártás évtizedekig dokumentum-rövidfilmek és filmhíradók készítésére szorítkozott. 1952-ben indult meg a sematikus, szocialista realista játékfilmek gyártása, s csak az 1970-es évektől jelentek meg az értékes művészfilmek több műfajban is. Az 1980-as évektől a társadalom- és jellemábrázolás is megjelenhetett a játékfilmekben, s fellendült a dokumentumfilm-gyártás. Az 1991-es rendszerváltás utáni filmek az átmenet, vagy a megelőző kommunista korszak társadalmi problémáit elemzik. Jeles albán rendezőegyéniségek Dhimitër Anagnosti, Kristaq Dhamo és Kujtim Çashku, színészek Kadri Roshi és Sulejman Pitarka.

### Angol film
Az angol filmet a kezdetektől fogva az igen erős amerikai hatás jellemzi. Kivételt csak néhány egyéni hangvételű nagy rendező művészete jelent, például Laurence Olivier, David Lean, Tony Richardson és James Ivory, újabban pedig Stephen Frears művei.

### Cseh film
A cseh film az új hullám idején lett világhírű, elsősorban Jiří Menzel és Miloš Forman filmjeivel.

### Dán film
A mozi kezdetekor a dánok még aktívan részt vettek a világ filmgyártásában. A jellegzetesen komor modorú dán némafilmek világhírnévre tettek szert. Olyan rendezők alkotásai ezek, mint Carl Theodor Dreyer vagy Benjamin Christensen, de nem feledkezhetünk meg a némafilm-korszak egyik legtehetségesebb színésznőjéről, a „hallgatag múzsáról”, Asta Nielsenről sem. A dán film az 1990-es évek óta kapcsolódott be újra a világ filmgyártásának fő vonalába, a filmnyelvet megújító dán Dogma irányzattal. Legnagyobb rendezői Lars von Trier és Thomas Vinterberg.

### Finn film
A finn Aki Kaurismäki a 90-es évektől jellegzetes egyéni filmnyelvet teremtett.

### Francia film
1895-ben a Lumière fivérek saját, lyoni üzemük előtt forgatott A munkaidő vége (La sortie de l'usine Lumière à Lyon) című kísérleti filmjének március 22-ei vetítése jelentette a mozi születését. Az 1920-as években főként szürrealista alkotások születtek; a leghíresebb az Andalúziai kutya című munka volt. A francia film klasszikus korszaka az 1930 és 1960 közötti időszakra tehető. (René Clair, Jean Renoir, Marcel Carné legendás filmjei.) A 60-as évek jelentették a francia új hullám nagy korszakát (François Truffaut, Jean-Luc Godard stb.). A francia film híres csillagai voltak például Jean Gabin, Jeanne Moreau, Brigitte Bardot, Alain Delon, Jean-Paul Belmondo vagy a nagy szórakoztató Louis de Funès. Az 1990-es évek óta az egyszerre művészi és népszerű stílusú francia filmek újabb aranykorukat élik (Jean-Pierre Jeunet és mások).

### Görög film
A görög filmművészet világhírű mesterei Theodorosz Angelopulosz és Mihálisz Kakojánisz.

### Lengyel film
Lengyelország ismertebb filmrendezői: Andrzej Wajda, Roman Polański és Krzysztof Kieślowski.

### Magyar film
A magyar film története 1896-ban vette kezdetét, Sziklai Arnold és Zsigmond első budapesti filmszínházával. 1911-ben már 100 filmszínház működött Budapesten. A magyar filmművészet nemzetközi hatású nagy alkotásai: Radványi Géza: Valahol Európában, Fábri Zoltán: Körhinta, Makk Károly: Szerelem (film, 1971), Jancsó Miklós: Szegénylegények, Szabó István: Mephisto (Oscar-díj, 1981), Nemes Jeles László: Saul fia (Oscar-díj, 2016), Enyedi Ildikó: Testről és lélekről (Arany Medve, 2017), Deák Kristóf: Mindenki (film) (Oscar-díj, 2017).

### Német film
A német filmművészet első fénykora az 1920-as években volt. (Fritz Lang: Metropolis, Josef von Sternberg: A kék angyal.) A 60-as években feltűnt nagy német rendezők, Rainer Werner Fassbinder, Werner Herzog, Volker Schlöndorff és Wim Wenders sajátos stílusú filmjeikkel világhírre tettek szert.

### Olasz film
A filmtörténethez Olaszország két irányzattal járult hozzá. A verizmus a némafilm korában gyökerező stílus volt, amely ragaszkodott a természetszerű beállításokhoz. A második világháború után egész Európa filmművészetére nagy hatást gyakorolt az  olasz neorealizmus. Az új filmnyelv meghatározó jellemzője a produceri filmmel szemben a szerzői film volt (Luchino Visconti, Vittorio De Sica, Roberto Rossellini). Az olasz filmművészet nagy rendezői Federico Fellini, Michelangelo Antonioni, Pier Paolo Pasolini. Néhány nagy név az olasz filmcsillagok közül: Anna Magnani, Sophia Loren és Marcello Mastroianni. A 90-es évek nagy filmsikerei Giuseppe Tornatore és Roberto Benigni nevéhez fűződnek.

### Orosz film
A némafilm időszakában az egész világ filmművészetére az egyik legnagyobb hatást gyakorolta Szergej Mihajlovics Eizenstein Patyomkin páncélos című expresszionista filmalkotása. A leghíresebb orosz rendezők közé tartozik Grigorij Csuhraj, Andrej Mihalkov-Koncsalovszkij és Andrej Tarkovszkij.

### Spanyol film
A legnagyobb hatású spanyol rendezők a múltban Luis Buñuel, ma pedig Pedro Almodóvar.

### Svéd film
Svédország a filmművészet egyik zsenijét, Ingmar Bergmant adta a világnak, aki a 40-es évek végétől készítette egyéni hangvételű művészi alkotásait. A legnagyobb svéd színészek, így Ingrid Thulin, Max von Sydow, Harriet Andersson, valamint a norvég Liv Ullmann is Bergman filmjei révén váltak nemzetközi hírűvé.

### Szerb film
Emir Kusturica a 80-as évek óta aratja nemzetközi sikereit egyéni látásmódú alkotásaival.

### Török film
A török filmművészet története 1914-ben, egy katonatiszt filmjével kezdődött. Később a film a török kultúra egyik fontos elemévé vált. Az 1950-es években kezdett fellendülni, az 1980-as évek előtt több mint 7000 filmet forgattak, ezt a korszakot Yeşilçam-nak (Zöld fenyő) nevezték, és az amerikai Hollywood-hoz hasonlították. Az első színes filmet 1954-ben forgatták. A török Hollywood-ban örmény, görög és török művészek (színészek, rendezők, operatőrök) együtt hozták létre a török filmművészet legjobb alkotásait.